# Dzsesszkorszak
A dzsesszkorszak az 1918–1929 közötti időszakot jelöli, az első világháború végétől és a "dübörgő húszas évek” (Roaring Twenties) elejétől egészen a nagy gazdasági világválságig. A kor hagyományos értékei süllyedőben voltak, ugyanakkor az amerikai tőzsde szárnyalt. A dübörgő húszas évekkel átfedésben levő dzsesszkorszak emberének figyelme javarészt a modernizmusra összpontosult.
Az elnevezés F. Scott Fitzgerald-tól és a jazz zenéből ered, amely ekkoriban hatalmas népszerűségnek örvendett. Az emberek csodálattal figyelték a technológia rohamos fejlődését (autók, légi közlekedés, telefon). A modern irányzatok átformálták a kultúrát, a művészeteket és a társadalmi szokásokat is. Elsődleges fontosságú amerikai szemszögből az art déco a képzőművészetben és az építészetben. A kor központi témái az individualizmus valamint az örömök és élvezetek vég nélküli hajszolása, amit egyértelműen az I. világháború szörnyűségei és pusztításai eredményeztek. Ez volt az az időszak, amikor olyan művészek jelentek meg, mint Duke Ellington, Picasso stb.

## A dzsesszkorszak irodalma
A korszak talán legjellegzetesebb irodalmi műve F. Scott Fitzgerald A nagy Gatsby  (The Great Gatsby, 1925) című regénye, amely kiemelte a háború utáni időszak dekadenciáját, hedonizmusát,  társadalmi és szexuális szokásait, valamint az individualizmus erősödését.  Fitzgerald-nak tulajdonítják a dzsesszkorszak elnevezést, amelyet saját könyveiben használt, mint például a Tales of the Jazz Age (A dzsesszkorszak meséi). Második regénye, a The Beautiful and Damned (Szépek és átkozottak, 1922), szintén a korról és annak egy fiatal párra gyakorolt hatásairól szól. Fitzgerald legutolsó befejezett műve, a Tender Is the Night (Az éj szelíd trónján) ugyanabban az évtizedben játszódik, azonban ezúttal nem New Yorkban járunk, hanem Franciaországban és Svájcban, ezért ezt a regényét sokan nem is tekintik igazi "dzsesszkori" regénynek.
Ezen kívül Thomas Wolfe 1935-ben kiadott Of Time and the River (Időről és folyóról) című regénye szól a dzsesszkorról, melyben a főhős vidékről érkezik a Harvard Egyetemre, majd végül New Yorkba az 1920-as években. Azonban, ha a kor egyik legszívfájdítóbb történetére vagyunk kíváncsiak, akkor Wolfe You Can't Go Home Again (Nem mehetsz többé haza) című könyvébe kell belelapoznunk, melyben megjelenik a nagy gazdasági világválságot indító tőzsdei katasztrófa. Edith Wharton kései regénye, a Twilight Sleep (Félálomban) New York játszódik és kritikusan vizsgálja a dzsesszkorszak társadalmát és a kor emberének életstílusát.